# Alberschwende
Alberschwende est une commune autrichienne du district de Brégence dans le Vorarlberg.

## Géographie

### Situation géographique
Alberschwende est située dans le Vorarlberg qui est la province la plus à l'ouest de l'Autriche, dans le district de Brégence qui se trouve au sud du lac de Constance, et dans le Bregenzerwald, au nord-est au-de Dornbirn et au sud de la rivière Bregenzer Ach. 37 % de la superficie est boisée.

### Altitude
Le point culminant de la commune se situe à 1 182 mètres d'altitude, au sommet de la montagne du Brüggelekopf. Le point le plus bas de la commune, est situé à 440 m, dans le lit de la rivière Bregenzer Ach. La place du centre du village d'Alberschwende est située à 722 mètres d'altitude.

### Climat
| Mois                              | jan. | fév. | mars | avril | mai  | juin | jui. | août | sep. | oct. | nov. | déc. | année |
| --------------------------------- | ---- | ---- | ---- | ----- | ---- | ---- | ---- | ---- | ---- | ---- | ---- | ---- | ----- |
| Température minimale moyenne (°C) | −5,6 | −4,8 | −1,5 | 2     | 6    | 9,5  | 11,4 | 10,8 | 8,2  | 3,8  | −0,4 | −4,2 | 2,9   |
| Température moyenne (°C)          | −2,1 | −0,7 | 3,1  | 6,9   | 11,2 | 14,7 | 16,6 | 15,9 | 13,2 | 8,2  | 3,1  | −1   | 7,4   |
| Température maximale moyenne (°C) | 1,5  | 3,4  | 7,8  | 11,9  | 16,5 | 19,9 | 21,8 | 21,1 | 18,2 | 12,6 | 6,7  | 2,2  | 12    |
| Précipitations (mm)               | 72   | 62   | 68   | 89    | 109  | 132  | 137  | 137  | 103  | 73   | 75   | 84   | 1 141 |

| Diagramme climatique                                  |           |           |         |          |            |             |             |            |           |           |           |
| J                                                     | F         | M         | A       | M        | J          | J           | A           | S          | O         | N         | D         |
| 1,5−5,672                                             | 3,4−4,862 | 7,8−1,568 | 11,9289 | 16,56109 | 19,99,5132 | 21,811,4137 | 21,110,8137 | 18,28,2103 | 12,63,873 | 6,7−0,475 | 2,2−4,284 |
| Moyennes : • Temp. maxi et mini °C • Précipitation mm |           |           |         |          |            |             |             |            |           |           |           |

### Communes limitrophes
La commune d'Alberschwende est limitrophe de neuf autres communautés du Vorarlberg. Huit d’entre elles se trouvent également dans le district de Bregenz, à savoir Bildstein, Buch, Langen bei Bregenz, Doren, Langenegg, Lingenau, Egg et Schwarzenberg. La ville de Dornbirn, située au sud-ouest d’Alberschwende, est située dans un autre district, celui de Dornbirn.

### Hameaux
Le siège de la commune se trouve dans le bourg d'Alberschwende. La commune est constituée de quatre autres parties: Müselbach, Fischbach, Dreßlen et Hof.

## Politique et administration

### Maires
La mairesse est Angelika Schwarzmann (ÖVP), qui a été élue à l'unanimité lors de la réunion des représentants municipaux du 15 mars 2013 et a été conforté à son poste dans le cadre de l'élection directe du maire par l'ensemble du corps électoral en 2015, avec 86,61 % des suffrages. Son prédécesseur était Reinhard Dür, lui aussi membre de l'ÖVP.
Le tableau suivant montre les maires depuis 1903:
| Mandat    | Maire | Maire                | Parti |
| --------- | ----- | -------------------- | ----- |
| 1903-1905 |       | Johann Schedler      | CS    |
| 1905-1907 |       | Konrad Flatz         | CS    |
| 1907-1919 |       | Johann Schedler      | CS    |
| 1919-1938 |       | Ferdinand Dür        | CS    |
| 1938-1945 |       | Karl Bilgeri         | NSDAP |
| 1945-1950 |       | Ferdinand Dür        | ÖVP   |
| 1950-1959 |       | Walter Berlinger     | ÖVP   |
| 1959-1970 |       | Johann Freuis        | ÖVP   |
| 1970-1971 |       | Walter Berlinger     | ÖVP   |
| 1971-1989 |       | Franz Siegl          | ÖVP   |
| 1989-2003 |       | Walter Rüf           | ÖVP   |
| 2003-2013 |       | Reinhard Dür         | ÖVP   |
| 2013-     |       | Angelika Schwarzmann | ÖVP   |

### Conseil municipal
Lors des élections communales de 2015, la répartition des sièges selon les partis s'est exprimée ainsi (24 sièges à répartir):
| Parti | Parti                                                | Voix | %     | Élus    |
| ----- | ---------------------------------------------------- | ---- | ----- | ------- |
|       | Parti populaire autrichien (ÖVP)                     | 887  | 52,36 | 13 / 24 |
|       | Liste de citoyens indépendants d'Alberschwende (UBL) | 338  | 19,95 | 5 / 24  |
|       | Les Verts - L'Alternative verte (GRÜNE)              | 246  | 14,52 | 3 / 24  |
|       | Parti de la liberté d'Autriche (FPÖ)                 | 223  | 13,16 | 3 / 24  |

### Jumelage
| \| Aßmannshardt \| Localisation |
| Aßmannshardt                    |

- Aßmannshardt (Allemagne). Il s'agit d'un hameau de la commune de Schemmerhofen, dans le Bade-Wurtemberg.

## Population et société

### Évolution démographique
| 1869  | 1880  | 1890  | 1900  | 1910  | 1923  | 1934  | 1939  | 1951  |
| ----- | ----- | ----- | ----- | ----- | ----- | ----- | ----- | ----- |
| 1 847 | 1 766 | 1 806 | 1 922 | 1 714 | 1 699 | 1 767 | 1 889 | 1 900 |

| 1961  | 1971  | 1981  | 1991  | 2001  | 2006  | 2011  | 2016  | - |
| ----- | ----- | ----- | ----- | ----- | ----- | ----- | ----- | - |
| 2 073 | 2 276 | 2 504 | 2 818 | 3 021 | 3 065 | 3 120 | 3 285 | - |

### Immigration
| Pays de naissance       | Population |
| ----------------------- | ---------- |
| Allemagne               | 99         |
| Autres Union européenne | 41         |
| Suisse + Liechtenstein  | 7          |
| Ex- Yougoslavie         | 18         |
| Turquie                 | 11         |
| Autres                  | 82         |
| Total                   | 258        |

Au 31 décembre 2016, 90,7 % des habitants d'Alberschwende étaient des citoyens autrichiens. Le plus grand groupe de citoyens non-autrichiens sont allemands.

### Éducation
En 2011, 62,4 % des habitants d'Alberschwende avaient un diplôme du secondaire (AHS, BMS, BHS ou enseignement) et 7,5 % avaient un diplôme de l'enseignement supérieur (université, académie ou collectif) correspondant au plus haut niveau d'études achevées.

### Sports
Alberschwende était connu pour être le siège de l'ancien club de hockey sur glace EHC Bregenzerwald. Celui-ci y a joué jusqu’à la démolition après la saison 2001-2002 de l’arène en plein air d’Alberschwende.
Alberschwende possède son propre club de football qui compte de nombreux licenciés. Depuis 2018, le FC Alberschwende évolue en Vorarlbergliga, la quatrième division d'Autriche.

## Culture locale et patrimoine

### Lieux et monuments
Architecture religieuse

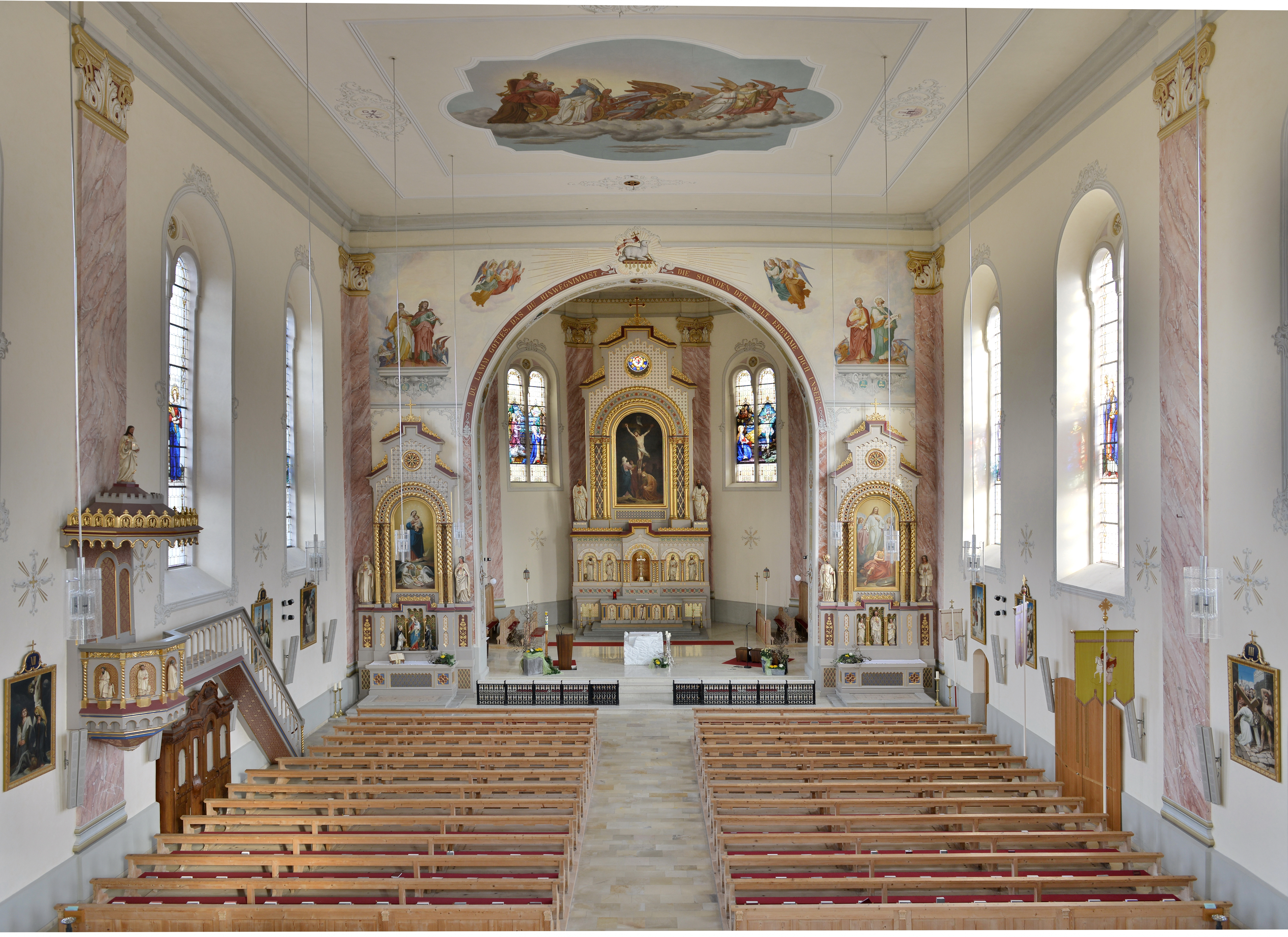
Intérieur de l'église paroissiale d'Alberschwende.

- Église paroissiale d'Alberschwende (Pfarrkirche Alberschwende)
- Chapelle de Wendelin, couramment appelé Chapelle de Merbod (Wendelinkapelle, ou Merbodkapelle)
- Église pastorale de Müselbach (Expositurkirche Müselbach)
- Chapelle Sainte-Marie de Fischbach (Marienkapelle in Fischbach)
- Chapelle Fatima (Fatimakapelle)
- Chapelle Sainte-Marie de Dresslen-Vorholz (Marienkapelle in Dresslen-Vorholz)

Architecture civile
- Ancien presbytère (Ehemaliger Pfarrhof)
- Ferme de Bregenzerwald à Engloch 249 (Bregenzerwälder Bauernhof in Engloch 249)
- Ferme à Bühel 221 (Bauernhof in Bühel 221)
- Maison de retraite d'Alberschwende (Versorgungsheim Alberschwende)
- Monument aux morts (Kriegerdenkmal)

### Personnalités liées à la commune

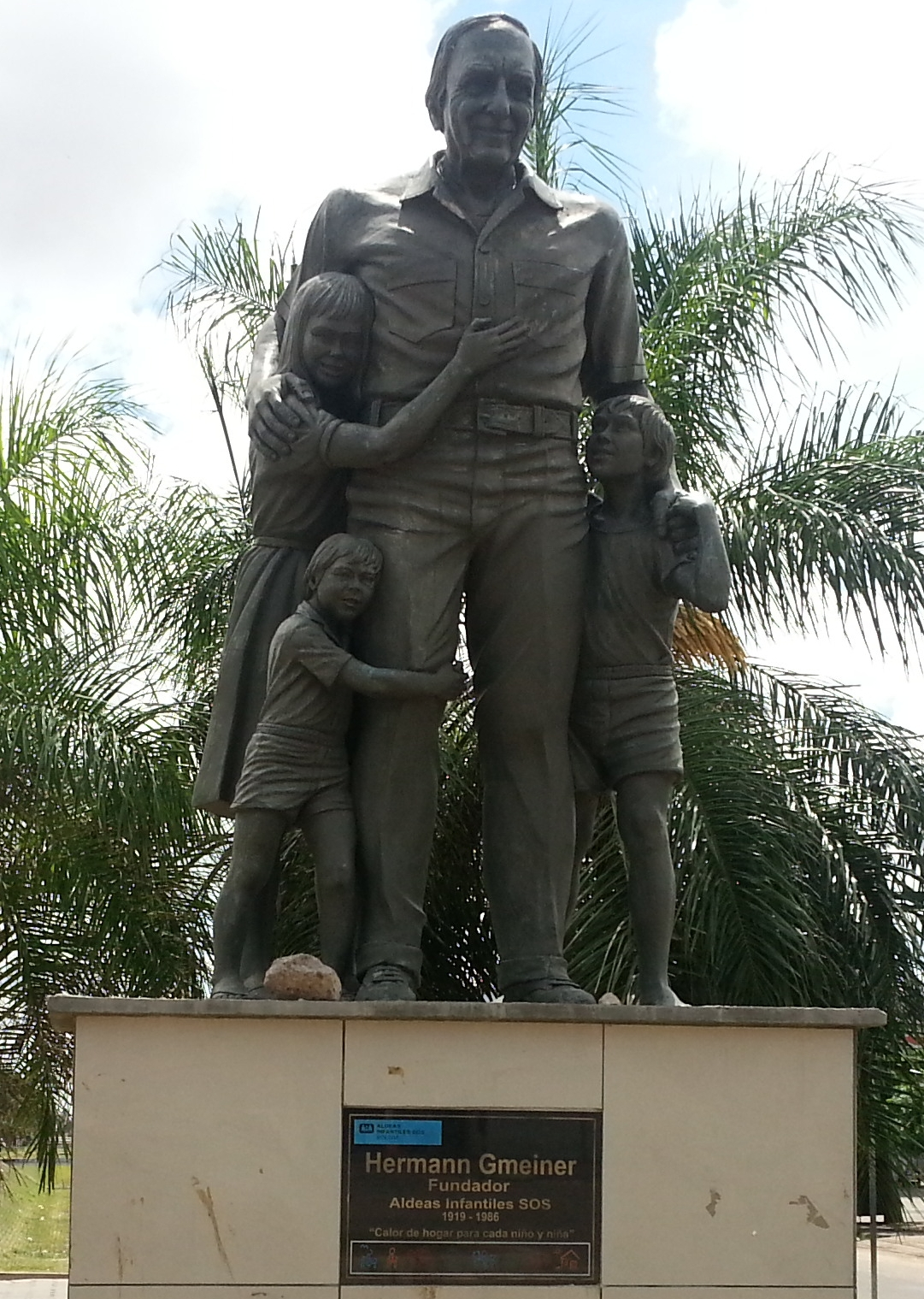
Statue de Hermann Gmeiner érigé à Santa Cruz (Bolivie).

- Hermann Gmeiner (1919-1986), philanthropie fondateur de SOS Villages d'enfants, né à Alberschwende.
- Hubert Berchtold (1950), skieur alpin, né à Alberschwende.